# Commander Regional Forces
Le Commander Regional Forces est un organe de commandement de la British Army. Il commande aux divisions immédiatement régionales de l'armée de terre (Regional Forces). Les autres divisions (Field Army) sont commandées par le Commander Field Army.
Le poste actuel est occupé par le Lieutenant General Mark Mans, et ses quartiers se trouvent au quartier général du Land Command à Wilton (Wiltshire). Il a aussi la fonction d'Inspecteur général de la Territorial Army (armée des volontaires).

## Organisation
Le Commander Regional Forces commande aux trois divisions régionales basées au Royaume-Uni : les 2e, 4e et 5e divisions d'infanterie, ainsi qu'au London District et aux forces britanniques en Allemagne.

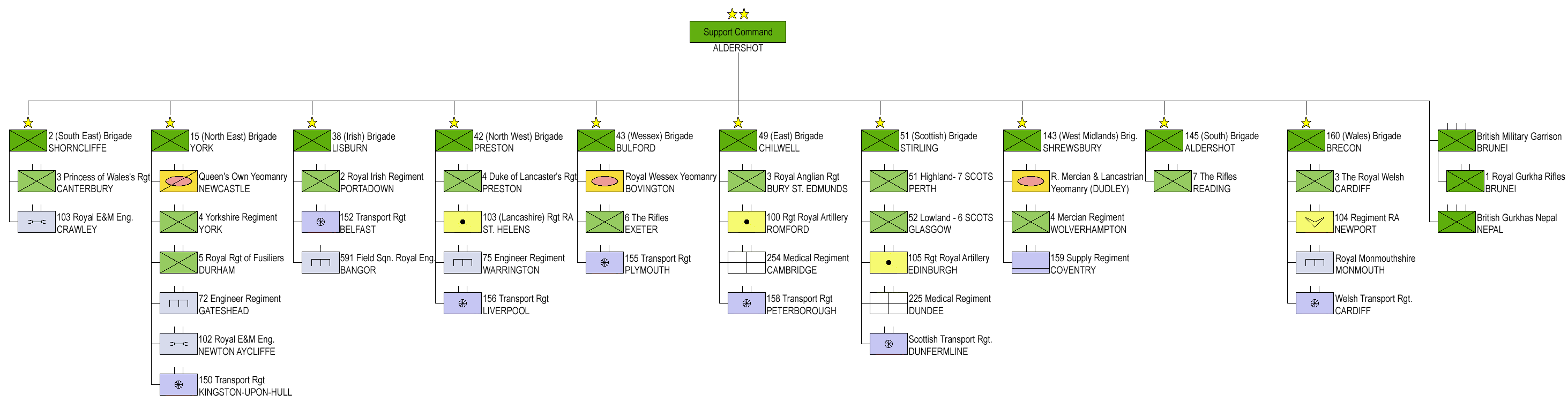
Structure de la Regional Force